# Sean Young
Mary Sean Young (Louisville, Kentucky, 20 de novembre de 1959) és una actriu estatunidenca. És la filla de Donald Young i Lee Guthrie.

## Biografia
Model i ballarina experimentada, Sean va fer el seu debut en el cinema el 1980 a la pel·lícula Jane Austen in Manhattan, a la qual seguirien el 1981 Stripes i, sobretot, la pel·lícula per la qual seria reconeguda a tot el món: Blade Runner (1982).
Young va fer el càsting per a interpretar el paper de Marion Ravenwood en A la recerca de l'arca perduda, però finalment el paper fou per Karen Allen.
De tota manera, la dècada dels 80 i principi dels 90 va ser brillant per a la carrera de Young, ja que va poder interpretar papers importants. Entre ells, destaquen No Way Out, Dune de David Lynch, Wall Street, Ace Ventura: Pet Detective o Elles també es deprimeixen.
També va perdre grans oportunitats com la d'interpretar a Vicky Val a Batman, paper que interpretaria Kim Basinger i a Batman Returns, el paper de Catwoman, que també perdria en favor de Michelle Pfeiffer.
Els últims anys, Young ha estat ocupada amb una varietat de films independents així com en participacions a televisió.

## Vida personal
El 1990, es va casar amb Robert Lujan, amb ell va tenir dos fills: Rio Kelly i Quinn Lee. La parella es va divorciar el 2002.
El gener de 2008 va començar un tractament d'ajuda de rehabilitació d'alcoholèmia.

## Filmografia
| Any  | Film                                                               | Paper                            |
| ---- | ------------------------------------------------------------------ | -------------------------------- |
| 1980 | Jane Austen in Manhattan                                           | Ariadne Charlton                 |
| 1981 | Una legió de guillats (Stripes)                                    | Louise Cooper                    |
| 1982 | Blade Runner                                                       | Rachael                          |
| 1982 | Els bojos del bisturí (Young Doctors in Love)                      | Dr. Stephanie Brody              |
| 1984 | Dune                                                               | Chani                            |
| 1985 | El secret de la llegenda perduda (Baby: Secret of the Lost Legend) | Susan Matthews-Loomis            |
| 1985 | Tender Is the Night                                                | Rosemary Hoyt                    |
| 1986 | Blood & Orchids                                                    | Leonore Bergman                  |
| 1986 | Under the Biltmore Clock                                           | Myra Harper                      |
| 1987 | No Way Out                                                         | Susan Atwell                     |
| 1987 | Wall Street                                                        | Kate Gekko                       |
| 1988 | The Boost                                                          | Linda Brown                      |
| 1989 | Un punt d'infidelitat (Cousins)                                    | Tish Kozinski                    |
| 1990 | Ocells de foc (Fire Birds)                                         | Billie Lee Guthrie               |
| 1991 | A Kiss Before Dying                                                | Dorothy/Ellen Carlsson           |
| 1992 | Forever                                                            | Mary Miles Minter                |
| 1992 | Love Crimes                                                        | Dana Greenway                    |
| 1992 | Once Upon a Crime                                                  | Phoebe                           |
| 1992 | Sketch Artist                                                      | Rayanne Whitfield                |
| 1992 | Blue Ice                                                           | Stacy Mansdorf                   |
| 1992 | Hold Me, Thrill Me, Kiss Me                                        | Twinkle                          |
| 1993 | Even Cowgirls Get the Blues                                        | Marie Barth                      |
| 1993 | Distracció Fatal (Fatal Instinct)                                  | Lola Cain                        |
| 1994 | Bolt                                                               | Patty Deerheart                  |
| 1994 | Ace Ventura: Pet Detective                                         | Tinent Lois Einhorn / Ray Finkle |
| 1994 | Witness to the Execution                                           | Jessica Traynor                  |
| 1994 | Model by Day                                                       | Mercedes                         |
| 1995 | Mirage                                                             | Jennifer Gale                    |
| 1995 | El Dr. Jekyll i la Sra. Hyde (Dr. Jekyll and Ms. Hyde)             | Helen Hyde                       |
| 1996 | Evil has a Face                                                    | Gwen McGerrall                   |
| 1996 | The Proprietor                                                     | Virginia Kelly                   |
| 1996 | Everything to Gain                                                 | Mallory Ashton Jordan Keswick    |
| 1997 | Exception to the Rule                                              | Angela Bayer                     |
| 1997 | The Invader                                                        | Annie Neilsen                    |
| 1997 | Men                                                                | Stella James                     |
| 1997 | A Dog of Flanders                                                  | Sister Alois                     |
| 1998 | The Cowboy and the Movie Star                                      | Sean Livingston                  |
| 1998 | Out of Control                                                     | Lena                             |
| 1999 | Motel Blue                                                         | Lana Hawking                     |
| 2000 | Secret Cutting                                                     | Joyce Cottrell                   |
| 2000 | Poor White Trash                                                   | Linda Bronco                     |
| 2000 | The Amati Girls                                                    | Christine                        |
| 2001 | Sugar & Spice                                                      | Mrs. Hill                        |
| 2001 | Mockingbird Don't Sing                                             | Dr. Judy Bingham                 |
| 2001 | Night Class                                                        | Claire Sherwood                  |
| 2002 | Aftermath                                                          | Rachel Anderson                  |
| 2002 | The House Next Door                                                | Monica                           |
| 2002 | Threat of Exposure                                                 | Dr. Daryl Sheleigh               |
| 2003 | Kingpin                                                            | Lorelei Klein                    |
| 2003 | Before I Say Goodbye                                               | Nell MacDermott Cauliff          |
| 2003 | 1st to Die                                                         | Joanna Wade                      |
| 2003 | The King and Queen of Moonlight Bay                                | Sandy Bateman                    |
| 2004 | A Killer Within                                                    | Rebecca 'Becky' Terrill          |
| 2004 | Until the Night                                                    | Cosma                            |
| 2004 | In the Shadow of the Cobra                                         | Samantha                         |
| 2005 | Ghosts Never Sleep                                                 | Rebecca                          |
| 2005 | Esenin                                                             | Isadora Duncan                   |
| 2005 | Home for the Holidays                                              | Martha McCarthy                  |
| 2005 | Headspace                                                          | Mother                           |
| 2005 | Third Man Out                                                      | Ann Rutka                        |
| 2006 | The Drop                                                           | Ivy                              |
| 2006 | The Garden                                                         | Miss Grace Chapman               |
| 2006 | Living the Dream                                                   | Brenda                           |
| 2006 | A Job to Kill For                                                  | Jennifer Kamplan                 |
| 2007 | Jesse Stone: Sea Change                                            | Sybil Martin                     |
| 2008 | The Man Who Came Back                                              | Kate                             |
| 2008 | Parasomnia                                                         | Madeline Volpe                   |
| 2008 | Haunted Echoes                                                     | Laura                            |
| 2008 | Harvest Moon                                                       | Meg                              |
| 2012 | Attack of the 50 Foot Cheerleader                                  | Brenda Stratford                 |
| 2013 | Jug Face                                                           | Loriss                           |
| 2013 | Star Trek: Renegades                                               | Dr. Lucien                       |
| 2015 | Bone Tomahawk                                                      | Mrs. Porter                      |
| 2015 | Darling                                                            | Madame                           |
| TBA  | Lost Cat Corona                                                    | Roxie                            |